# Was ist was

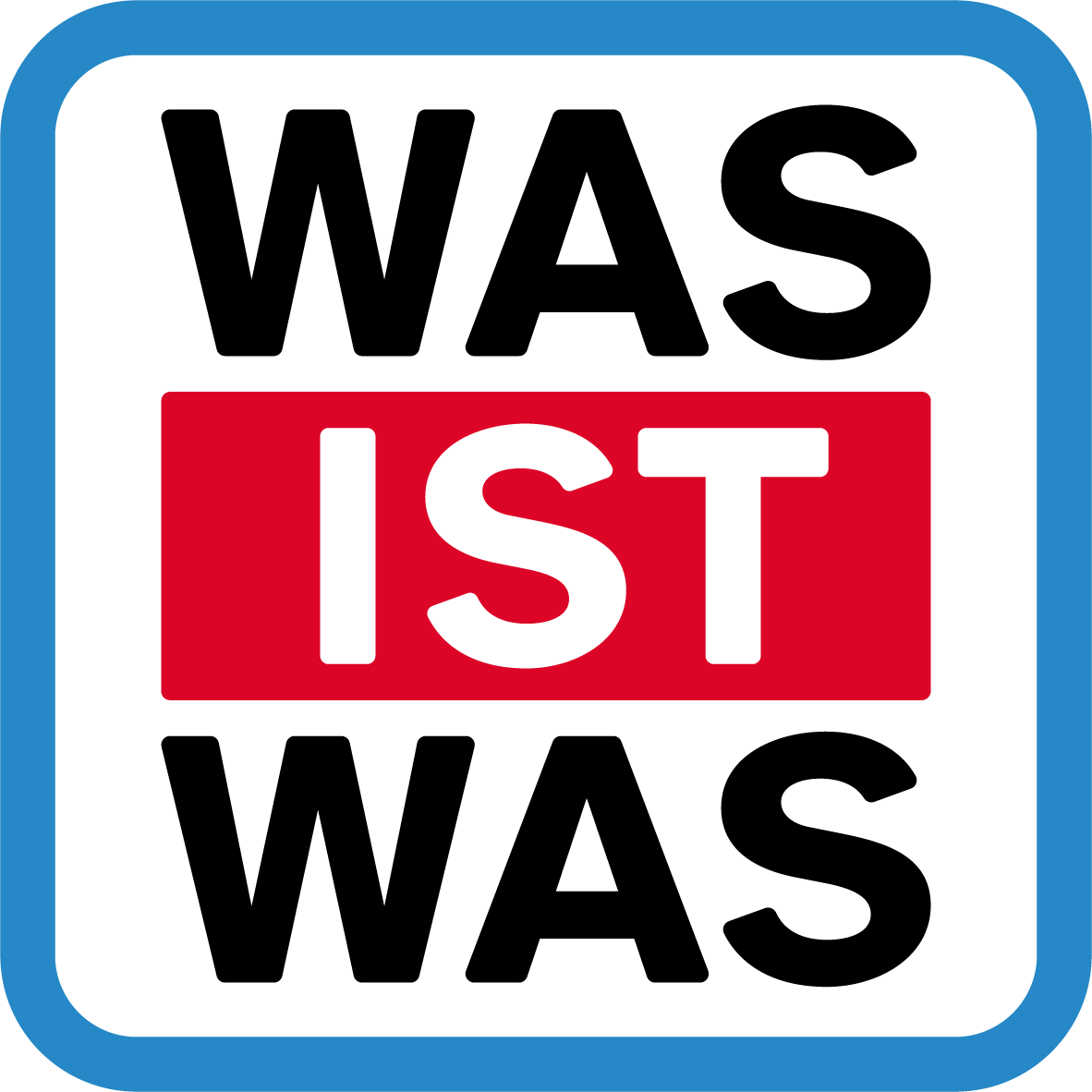
Was ist Was Logo seit 2024

Logo bis 2024

Was ist was (eigene Schreibweise: WAS IST WAS) ist die bekannteste Marke des Tessloff Verlags und steht für eine Kinder- und Jugendsachbuchreihe. Zudem gab und gibt es nicht nur die bekannten Bücher, sondern unter anderem auch Wissen-CD-ROMs, ein Wissensportal im Internet, Was-ist-was-CD-Hörspiele, Nintendo-DS-Spiele und eine gleichnamige Fernsehsendung. Im englischen Sprachraum lautet der Name der Marke How and Why (Wie und Warum).
Von den insgesamt fast 150 Bänden wurden 100 Millionen Exemplare in 45 Sprachen verkauft. Die Bücher richten sich an Kinder ab acht Jahren.

## Geschichte

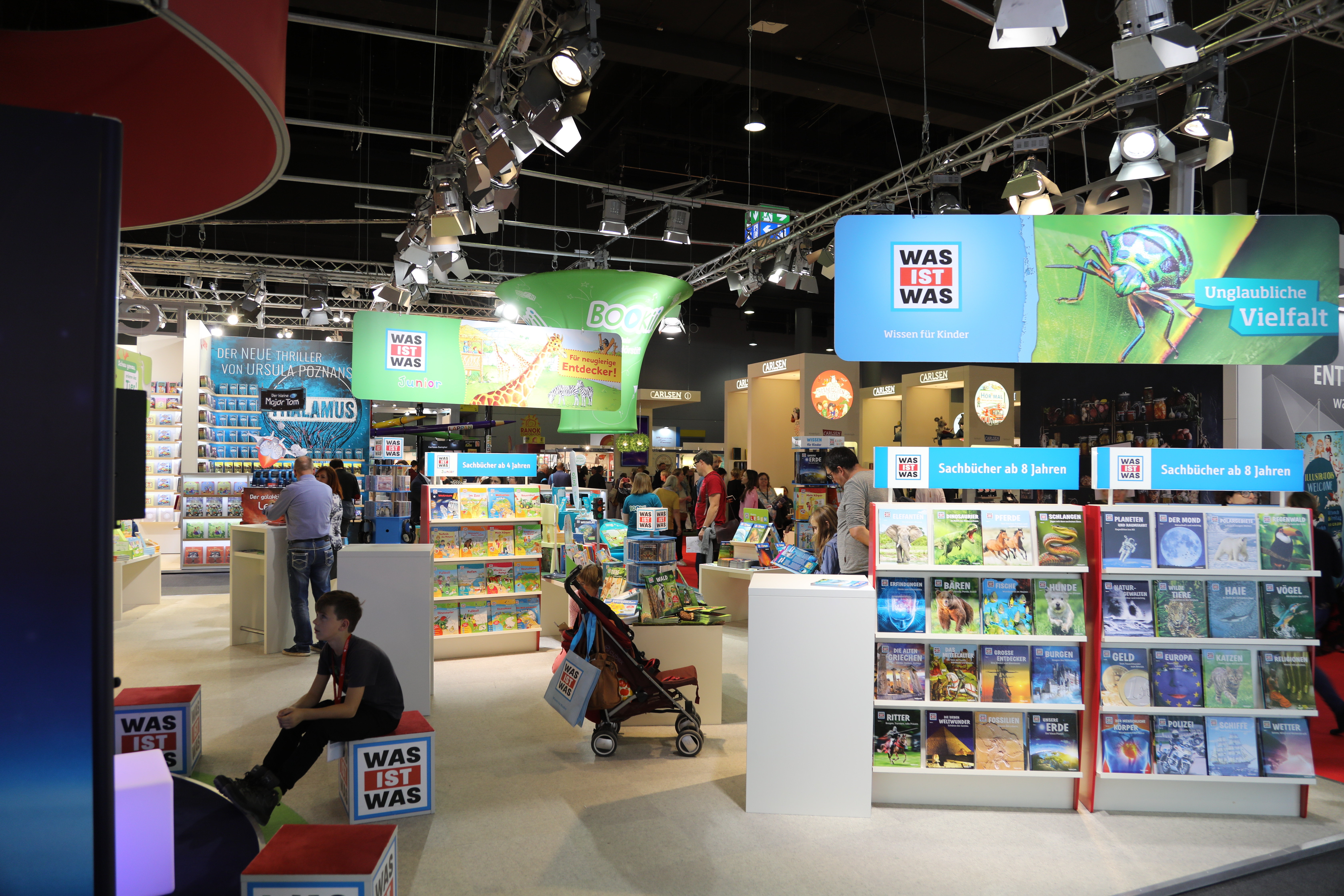
Der Tessloff-Verlag mit der Marke Was ist was auf der Frankfurter Buchmesse 2018

Im Jahre 1959 erwarb der Tessloff-Verlag die deutschen Rechte an dem Titel How & Why und brachte 1961 die ersten vier Ausgaben unter dem Titel Was ist was als Monatszeitschrift in Heftform heraus. Diese konnten am Kiosk oder im Zeitschriftenhandel erworben werden. In diesem Format erschienen bis 1963 24 Ausgaben der Reihe. Erst 1963 erschienen die ersten Hardcover-Versionen im Buchhandel, diese waren zugleich die ersten Kinder- und Jugendsachbücher in Deutschland. Die Marke Was ist was ist mittlerweile in über 45 Sprachen und in über 100 Ländern erschienen.
Zu Beginn der 2000er Jahre wurde Was ist was multimedial und es entstand das Wissensportal wasistwas.de im Internet. Im Jahr 2001 begann die Fernsehserie Was ist was TV mit den Hauptakteuren Theo, Tess und Quentin, dem wissbegierigen Fragezeichen, dem mutigen Ausrufezeichen und dem quirligen Punkt. Es wurden seither Hörspiele, Sondereditionen, Rätselhefte, Quizblöcke und verschiedene Globen-Sets auf den Markt gebracht.
Mit den Reihen Was ist was Junior für vier- bis siebenjährige Kinder von 2007 an und Was ist was mini von 2010 bis 2016 für Kinder ab 3 Jahren erweiterte der Verlag die angezielte Altersgruppe der Marke.
2011 kamen Quiz-Apps auf den Markt, ein Jahr später folgten ausgewählte Bände der Reihen Was ist was und Was ist was mini als E-Books.
Das Was-ist-was-Magazin erschien zwischen 2009 und 2012 im Egmont Ehapa Verlag. Seit Juli 2013 erscheint ein neues Was-ist-was-Magazin zweimonatlich (von Januar 2017 an sechswöchentlich) bei Blue Ocean Entertainment.
Von 2013 bis 2017 erschienen im Tessloff-Verlag Was ist was Junior-Bücher mit Ting-Hörstift. Durch Antippen mit dem sogenannten Ting-Hörstift wurden zu Bildern und Texten passende Geräusche und Erklärungen abgespielt und sollten dadurch den Büchern Hörspielcharakter verleihen. Im Frühjahr 2016 startete Tessloff mit Was ist was Kindergarten, dem Nachfolger von Was ist was mini, eine neue Buchreihe für Kinder ab 3 Jahren.
Die Reihe Was ist was Erstes Lesen ergänzt seit Juni 2018 das Verlagsprogramm. Die Bücher sind textlich und gestalterisch auf die Ansprüche von Erstlesern abgestimmt.
Seit Juli 2018 wird der vom Tessloff-Verlag entwickelte digitale Hörstift BOOKii angeboten. BOOKii soll ergänzende digitale Inhalte zu Kinderbüchern aus dem Tessloff-Programm bieten, dazu gehören beispielsweise lustige Dialoge, atmosphärische Geräusche, interaktive Spiele und eine Vorlesefunktion.
2024 traf Tessloff die Entscheidung, die Was ist was Reihe vollständig neu zu konzipieren. Im Fokus hierbei war ein neues Layout, das barrierefrei und kindgerecht ist. Dafür werden mehr Bilder und Infografiken eingesetzt. Im selben Jahr entstand auch ein eigener Instagram-Kanal für die Marke unter dem Namen wasistwas. Die neuen Bände entstehen unter dem neuen Motto von Was ist was: "Weil Wissen stark macht".

## Buchreihe
Die klassische Buchreihe hatte 8- bis 12-jährige Kinder als Zielgruppe und erklärte ihnen Themen aus den Bereichen Geschichte, Biologie, Wissenschaft und Technik. Alle Bände der Buchreihe hatten einen Umfang von nicht mehr als 48 Seiten. Dabei hatten sich im Laufe der Jahre auch die Titel und Umschlaggestaltungen geändert. So hieß der Band 3, Energie, bei seinem Erscheinen in den 1960er Jahren noch Atomenergie und hatte die Kernenergie – zeittypisch – auch als alleiniges Thema; erst in einer späteren Auflage wurde das Buch umgeschrieben. Der Titel von Band 38 lautete in den ersten Auflagen noch Prähistorische Säugetiere, wurde aber Mitte der 1990er Jahre zu Säugetiere der Vorzeit geändert. Die Produktion eines Bandes nahm etwa zwei Jahre in Anspruch. Die klassische Buchreihe endete im Jahr 2024 mit dem Band 147. Bei der neuen Buchreihe wird die bisherige Bandzählung der klassischen Buchreihe nicht mehr fortgesetzt.
Liste der Bände der klassischen Buchreihe:
| Band | Titel                                                      | Autoren                                    | ISBN                   | Frühere Titel                                                                   | Frühere Autoren                                                             |
| ---- | ---------------------------------------------------------- | ------------------------------------------ | ---------------------- | ------------------------------------------------------------------------------- | --------------------------------------------------------------------------- |
| 1    | Unsere Erde: Der blaue Planet                              | Karl Urban                                 | ISBN 978-3-7886-2035-6 | Unsere Erde                                                                     | Felix Sutton, Rainer Köthe                                                  |
| 2    | Der Mensch                                                 | Signe Seiler, Rainer Köthe                 | ISBN 978-3-7886-0242-0 |                                                                                 | Martin Keen                                                                 |
| 3    | Energie: Was die Welt antreibt                             | Laura Hennemann                            | ISBN 978-3-7886-2031-8 | Atom-Energie Energie                                                            | Donald Barr, Erich Übelacker                                                |
| 4    | Chemie                                                     | Rainer Köthe                               | ISBN 978-3-7886-0244-4 |                                                                                 | Martin Keen                                                                 |
| 5    | Große Entdecker: Ihre Reisen und Abenteuer                 | Karin Finan                                | ISBN 978-3-7886-2071-4 | Entdecker und ihre Reisen                                                       | Irving Robbin, Rainer Köthe                                                 |
| 6    | Sterne: Wunder des Weltalls                                | Manfred Baur                               | ISBN 978-3-7886-2042-4 | Die Sterne                                                                      | Heinz Haber                                                                 |
| 7    | Wetter: Sonne, Wind und Wolkenbruch                        | Karsten Schwanke                           | ISBN 978-3-7886-2058-5 | Das Wetter                                                                      | George Bonsall, Rainer Crummenerl                                           |
| 8    | Mikroskop: Was dem Auge verborgen bleibt                   | Manfred Baur                               | ISBN 978-3-7886-2096-7 | Das Mikroskop und was es zeigt Das Mikroskop                                    | Martin Keen, Rainer Köthe                                                   |
| 9    | Der Urmensch                                               | Rainer Köthe                               | ISBN 978-3-7886-0249-9 |                                                                                 | Donald Barr                                                                 |
| 10   | Flugzeuge: Der Traum vom Fliegen                           | Martin Kaluza                              | ISBN 978-3-7886-2057-8 | Fliegerei Fliegerei und Luftfahrt                                               | Harold Joseph Highland, Rudolf Braunburg, Achim Figgen                      |
| 11   | Hunde: Helden auf vier Pfoten                              | Christine Paxmann                          | ISBN 978-3-7886-2041-7 | Hunde                                                                           | Irving Robbin                                                               |
| 12   | Mathematik                                                 | Hans Reichardt                             | ISBN 978-3-7886-0252-9 |                                                                                 | Esther Harris Highland, Harold Joseph Highland, Wolfgang Blum               |
| 13   | Wilde Tiere: Ungezähmt in der Wildnis                      | Christine Paxmann                          | ISBN 978-3-7886-2050-9 | Wilde Tiere                                                                     | Martin Keen, Gerhard Hartmann                                               |
| 14   | Versunkene Städte                                          | Rainer Crummenerl                          | ISBN 978-3-7886-0254-3 |                                                                                 | Irving Robbin                                                               |
| 15   | Dinosaurier: Im Reich der Riesenechsen                     | Manfred Baur                               | ISBN 978-3-7886-2029-5 | Dinosaurier                                                                     | Darlene Geis, Joachim Oppermann                                             |
| 16   | Planeten und Raumfahrt: Expedition ins All                 | Manfred Baur                               | ISBN 978-3-7886-2038-7 | Planeten und Raumfahrt                                                          | Harold Joseph Highland, Erich Übelacker                                     |
| 17   | Licht und Farbe                                            | Roger Erb                                  | ISBN 978-3-7886-0257-4 | Licht und Farbe                                                                 | Joseph Highland                                                             |
| 18   | Der Wilde Westen                                           | Signe Seiler                               | ISBN 978-3-7886-0258-1 | Der Kampf um den Wilden Westen                                                  | Felix Sutton                                                                |
| 19   | Bienen und Wespen: Flüssiges Gold und spitzer Stachel      | Alexandra Rigos                            | ISBN 978-3-7886-2072-1 | Wunderwelt der Bienen und Ameisen Bienen und Ameisen Bienen, Wespen und Ameisen | Alexandra Rigos, Ronald N. Rood                                             |
| 20   | Reptilien und Amphibien: Gecko, Grasfrosch und Waran       | Alexandra Rigos                            | ISBN 978-3-7886-2053-0 | Reptilien und Amphibien                                                         | Robert Mathewson, Manfred Niekisch                                          |
| 21   | Der Mond: Rätselhaft und mächtig                           | Manfred Baur                               | ISBN 978-3-7886-2073-8 | Der Mond                                                                        | Felix Sutton, Erich Übelacker                                               |
| 22   | Die Zeit                                                   | Erich Übelacker                            | ISBN 978-3-7886-0262-8 | Die Zeit                                                                        | Gene Liberty                                                                |
| 23   | Architektur                                                | Rainer Köthe                               | ISBN 978-3-7886-0263-5 | Von der Höhle bis zum Wolkenkratzer                                             | Irving Robbin                                                               |
| 24   | Elektrizität: Megavolt und Supraleiter                     | Laura Hennemann                            | ISBN 978-3-7886-2051-6 | Elektrizität                                                                    | Jerome J. Notkin, Sidney Gulkin, Hans Reichardt                             |
| 25   | Schiffe: Vom Einbaum zum Ozeanriesen                       | Karin Finan                                | ISBN 978-3-7886-2048-6 | Vom Einbaum zum Atomschiff                                                      | Arnold Kludas                                                               |
| 26   | Wildblumen                                                 | Heike Herrmann, Andreas Zeugner            | ISBN 978-3-7886-0266-6 | Wilde Blumen                                                                    | Grace F. Ferguson                                                           |
| 27   | Pferde: Von frechen Fohlen und wilden Mustangs             | Silke Behling                              | ISBN 978-3-7886-2030-1 | Pferde                                                                          | Margaret Cabell Self, Kerstin Neumann                                       |
| 28   | Akustik                                                    | Rainer Köthe                               | ISBN 978-3-7886-0268-0 | Die Welt des Schalls                                                            | Martin Keen                                                                 |
| 29   | Wissenschaften                                             | Falk Müller                                | ISBN 978-3-7886-0269-7 | Berühmte Wissenschaftler                                                        | Jean Bethell                                                                |
| 30   | Insekten: Überlebenskünstler auf sechs Beinen              | Alexandra Rigos                            | ISBN 978-3-7886-2108-7 | Insekten                                                                        | Ronald N. Rood                                                              |
| 31   | Bäume                                                      | Hannelore Kurth-Gilsenbach                 | ISBN 978-3-7886-0271-0 |                                                                                 | Geoffrey Coe                                                                |
| 32   | Meereskunde                                                | Rainer Crummenerl                          | ISBN 978-3-7886-0272-7 |                                                                                 | Robert Scharff                                                              |
| 33   | Pilze                                                      | Heike Herrmann                             | ISBN 978-3-7886-0273-4 | Pilze, Farne und Moose                                                          | Amy Elisabeth Jensen, Andreas Zeugner                                       |
| 34   | Wüsten: Nomaden, Oasen und endlose Weiten                  | Alexandra Werdes                           | ISBN 978-3-7886-2091-2 | Wüsten                                                                          | Felix Sutton, Harald Lange                                                  |
| 35   | Erfindungen: Genie und Geistesblitz                        | Manfred Baur                               | ISBN 978-3-7886-2074-5 | Erfindungen, die unsere Welt veränderten                                        | Irvin Robbin                                                                |
| 36   | Polargebiete: Leben in eisigen Welten                      | Manfred Baur                               | ISBN 978-3-7886-2100-1 | Die Polargebiete Polargebiete                                                   | Irvin Robbin, Joachim Mallwitz                                              |
| 37   | Computer und Roboter                                       | Peter Clausen                              | ISBN 978-3-7886-0277-2 | Roboter und Elektronengehirne                                                   | Robert Scharff                                                              |
| 38   | Säugetiere der Vorzeit                                     | Christian Spaeth                           | ISBN 978-3-7886-0278-9 | Prähistorische Säugetiere                                                       | Martin Keen                                                                 |
| 39   | Magnetismus                                                | Otto Lührs                                 | ISBN 978-3-7886-0279-6 |                                                                                 | Martin Keen                                                                 |
| 40   | Vögel: Akrobaten der Lüfte                                 | Alexandra Werdes                           | ISBN 978-3-7886-2075-2 | Vögel                                                                           | Robert Mathewson, Heinrich Hoerschelmann                                    |
| 41   | Fische: Wunderwelt im Wasser                               | Nicolai Schirawski                         | ISBN 978-3-7886-2076-9 | Fische                                                                          | Geoffrey Coe                                                                |
| 42   | Indianer: Die Ureinwohner Nordamerikas                     | Karin Finan                                | ISBN 978-3-7886-2087-5 | Indianer                                                                        | Felix Sutton, Signe Seiler                                                  |
| 43   | Schmetterlinge: Zauberhaft und farbenprächtig              | Nicole Röndigs                             | ISBN 978-3-7886-2077-6 | Schmetterlinge                                                                  | Ronald N. Rood, Hannelore Kurth-Gilsenbach                                  |
| 44   | Die Bibel – Das Alte Testament                             | Reimar Gilsenbach                          | ISBN 978-3-7886-0284-0 | Das Alte Testament                                                              | Gilbert Klaperman,                                                          |
| 45   | Mineralien und Gesteine: Funkelnde Schätze                 | Karin Finan                                | ISBN 978-3-7886-2036-3 | Mineralien und Gesteine                                                         | Walter Hähnel, Werner Buggisch, Christian Buggisch                          |
| 46   | Mechanik                                                   | Karl Pichol                                | ISBN 978-3-7886-2860-4 |                                                                                 | Jerome Notkin, Sidney Gulkin                                                |
| 47   | Elektronik                                                 | Rainer Köthe                               | ISBN 978-3-7886-2870-3 |                                                                                 | Martin Keen, Heinz Bahr                                                     |
| 48   | Luft und Wasser                                            | Rainer Crummenerl                          | ISBN 978-3-7886-2880-2 |                                                                                 | Martin Keen, Claire Cooper Cunniff                                          |
| 49   | Sport                                                      | Elmar Brümmer, Jürgen Zeyer                | ISBN 978-3-7886-2890-1 | Leichtathletik                                                                  | Helmut Sohre, Jan Krebs, Paul Nienhaus                                      |
| 50   | Der menschliche Körper: Wunderwerk der Natur               | Sabrina Rachlé                             | ISBN 978-3-7886-2032-5 | Unser Körper: Von der Zelle bis zum Menschen                                    | Wolfgang Tarnowski, Katrin Tarnowski, Kirsten Bleich, Stefan Bleich         |
| 51   | Muscheln, Schnecken, Tintenfische                          | Dietmar Mertens                            | ISBN 978-3-7886-2910-6 | Muscheln und Schnecken                                                          | Walter Hähnel                                                               |
| 52   | Briefmarken                                                | Hans Reichardt                             | ISBN 978-3-7886-2920-5 |                                                                                 | Wolfgang Maassen                                                            |
| 53   | Autos: PS, Hybrid und Turbostars                           | Bernd Flessner                             | ISBN 978-3-7886-2078-3 | Das Auto                                                                        | Heinz Reichardt, Thomas Brandenburg                                         |
| 54   | Die Eisenbahn: Auf Schienen in die Zukunft                 | Bernd Flessner                             | ISBN 978-3-7886-2079-0 | Die Eisenbahn                                                                   | Heinz Reichardt, Ursula Bartelsheim                                         |
| 55   | Das alte Rom: Eine Stadt verändert die Welt                | Andrea Schaller                            | ISBN 978-3-7886-7712-1 | Das alte Rom: Weltmacht der Antike Das Alte Rom                                 | Anne Funck, Sabine Hojer Brenda Ralph Lewis                                 |
| 56   | Ausgestorbene und bedrohte Tiere                           | Dietmar Mertens                            | ISBN 978-3-7886-0296-3 | Ausgestorbene Tiere                                                             | John Burton, Hannelore Gilsenbach                                           |
| 57   | Vulkane: Feuer aus der Tiefe                               | Manfred Baur                               | ISBN 978-3-7886-2044-8 | Vulkane                                                                         | Roy Woodcock, Rainer Köthe                                                  |
| 58   | Wikinger: Nordmänner zur See                               | Andrea Schaller                            | ISBN 978-3-7886-2099-8 | Die Wikinger                                                                    | Brenda Ralph Lewis, Hildegard Elsner                                        |
| 59   | Katzen: Flinke Jäger auf Samtpfoten                        | Jutta Aurahs                               | ISBN 978-3-7886-2059-2 | Katzen                                                                          | Angela King, Rainer Köthe                                                   |
| 60   | Die Kreuzzüge                                              | Manfred Vasold                             | ISBN 978-3-7886-0300-7 | Die Kreuzzüge                                                                   | Brenda Ralph Lewis                                                          |
| 61   | Pyramiden                                                  | Hans Reichardt                             | ISBN 978-3-7886-0401-1 |                                                                                 |                                                                             |
| 62   | Die Germanen                                               | Hildegard Elsner                           | ISBN 978-3-7886-0402-8 |                                                                                 | Hans Reichardt                                                              |
| 63   | Fotografie                                                 | Monica Beurer                              | ISBN 978-3-7886-0403-5 | Foto und Film Foto, Film, Fernsehen                                             | Hans Reichardt                                                              |
| 64   | Die alten Griechen: Götter, Helden, Dichter                | Claire Singer                              | ISBN 978-3-7886-2064-6 | Die Alten Griechen                                                              | Hans Reichardt, Gerhard Fink                                                |
| 65   | Eiszeiten                                                  | Rainer Crummenerl                          | ISBN 978-3-7886-0405-9 | Die Eiszeit                                                                     | Hans Reichardt                                                              |
| 66   | Geschichte der Medizin                                     | Claudia Eberhard-Metzger                   | ISBN 978-3-7886-0406-6 | Berühmte Ärzte, besiegte Krankheiten Berühmte Ärzte                             | Hans Reichardt                                                              |
| 67   | Die Völkerwanderung                                        | Michael Schmauder                          | ISBN 978-3-7886-0407-3 |                                                                                 | Hans Reichardt                                                              |
| 68   | Natur: Erforschen und schützen                             | Annette Hackbarth                          | ISBN 978-3-7886-2063-9 | Natur erforschen und präparieren                                                | Neil Arnold, Andrea Mertiny                                                 |
| 69   | Fossilien: Spuren des Lebens                               | Manfred Baur                               | ISBN 978-3-7886-2097-4 | Fossilien: Zeugen der Urwelt                                                    | Hans Reichardt                                                              |
| 70   | Das alte Ägypten: Goldenes Reich am Nil                    | Sabrina Rachlé                             | ISBN 978-3-7886-2039-4 | Das Alte Ägypten                                                                | Hans Reichardt, Dieter Kurth                                                |
| 71   | Piraten: Schrecken der Meere                               | Karin Finan                                | ISBN 978-3-7886-2062-2 | Seeräuber                                                                       | Wolfgang Tarnowski, Rainer Crummenerl                                       |
| 72   | Haustiere: Unsere liebsten Freunde                         | Annette Hackbarth                          | ISBN 978-3-7886-2093-6 | Heimtiere                                                                       | Heinz Sielmann                                                              |
| 73   | Spinnen: Jäger am seidenen Faden                           | Alexandra Rigos                            | ISBN 978-3-7886-2060-8 | Spinnen                                                                         | Heinz Sielmann                                                              |
| 74   | Naturgewalten: Unberechenbar und mächtig                   | Manfred Baur                               | ISBN 978-3-7886-2082-0 | Naturkatastrophen                                                               | Hans Reichardt                                                              |
| 75   | Fahnen und Flaggen                                         | Lioba Schafnitzl, Harry D. Schurdel        | ISBN 978-3-7886-0415-8 |                                                                                 | Hans Reichardt                                                              |
| 76   | Die Sonne                                                  | Erich Übelacker                            | ISBN 978-3-7886-0416-5 |                                                                                 |                                                                             |
| 77   | Tierwanderungen                                            | Vitus B. Dröscher                          | ISBN 978-3-7886-0417-2 |                                                                                 |                                                                             |
| 78   | Geld: Vom Tauschhandel zum Bitcoin                         | Andrea Schaller                            | ISBN 978-3-7886-2105-6 | Münzen und Geld Geld: Von der Kauri-Schnecke zur Kreditkarte                    | Renate Kingma, Franziska Jungmann-Stadler                                   |
| 79   | Moderne Physik                                             | Erich Übelacker                            | ISBN 978-3-7886-0419-6 |                                                                                 |                                                                             |
| 80   | Tiere – wie sie sehen, hören und fühlen                    | Vitus B. Dröscher                          | ISBN 978-3-7886-0420-2 |                                                                                 |                                                                             |
| 81   | Die Sieben Weltwunder: Schätze der Antike                  | Christine Paxmann                          | ISBN 978-3-7886-2054-7 | Die Sieben Weltwunder                                                           | Hans Reichardt                                                              |
| 82   | Gladiatoren: Kämpfer der Arena                             | Marcus Junkelmann                          | ISBN 978-3-7886-0422-6 | Gladiatoren                                                                     | Wolfgang Tarnowski                                                          |
| 83   | Höhlen                                                     | Rainer Köthe                               | ISBN 978-3-7886-0423-3 |                                                                                 | David E. Portner                                                            |
| 84   | Mumien                                                     | Renate Germer                              | ISBN 978-3-7886-0424-0 |                                                                                 | Wolfgang Tarnowski                                                          |
| 85   | Wale und Delfine: Die sanften Riesen                       | Manfred Baur                               | ISBN 978-3-7886-2034-9 | Wale und Delphine                                                               | Petra Deimer                                                                |
| 86   | Elefanten: Die grauen Riesen                               | Andrea Weller-Essers                       | ISBN 978-3-7886-2107-0 | Elefanten                                                                       | Ulrich Sedlag                                                               |
| 87   | Türme und Wolkenkratzer                                    | Rainer Köthe                               | ISBN 978-3-7886-0629-9 | Türme                                                                           |                                                                             |
| 88   | Ritter: Burgen, Turniere, edle Frauen                      | Andrea Schaller                            | ISBN 978-3-7886-2056-1 | Ritter                                                                          | Wolfgang Tarnowski                                                          |
| 89   | Menschenaffen                                              | Vitus B. Dröscher                          | ISBN 978-3-7886-0631-2 |                                                                                 |                                                                             |
| 90   | Regenwald: Grüner Schatz der Erde                          | Alexandra Werdes                           | ISBN 978-3-7886-2043-1 | Der Regenwald                                                                   | Andrea Mertiny                                                              |
| 91   | Brücken und Tunnel                                         | Rainer Köthe                               | ISBN 978-3-7886-0633-6 | Brücken                                                                         |                                                                             |
| 92   | Papageien und Sittiche                                     | Petra Deimer                               | ISBN 978-3-7886-0634-3 |                                                                                 |                                                                             |
| 93   | Die Olympischen Spiele                                     | Jörg Wimmert                               | ISBN 978-3-7886-0635-0 | Olympia: Vom Altertum bis zur Neuzeit                                           | Edwin Klein                                                                 |
| 94   | Samurai                                                    | Peter Pantzer                              | ISBN 978-3-7886-0636-7 | Samurai: Ritter des Fernen Ostens                                               | Wolfgang Tarnowski                                                          |
| 95   | Haie: Im Reich der schnellen Jäger                         | Manfred Baur                               | ISBN 978-3-7886-2052-3 | Haie und Rochen                                                                 | Vitus B. Dröscher                                                           |
| 96   | Schatzsuche                                                | Norbert von Frankenstein                   | ISBN 978-3-7886-0638-1 | Schatzsuche: Verschollene und gefundene Schätze                                 |                                                                             |
| 97   | Zauberer, Hexen und Magie                                  | Christoph Daxelmüller                      | ISBN 978-3-7886-0639-8 | Hexen und Hexenwahn                                                             | Wolfgang Tarnowski                                                          |
| 98   | Kriminalistik: Dem Täter auf der Spur                      | Bernd Flessner                             | ISBN 978-3-7886-2109-4 | Kriminalistik                                                                   | Rainer Köthe                                                                |
| 99   | Sternbilder und Sternzeichen                               | Erich Übelacker                            | ISBN 978-3-7886-0662-6 |                                                                                 |                                                                             |
| 100  | Multimedia und virtuelle Welten                            | Andreas Schmenk, Arno Wätjen, Rainer Köthe | ISBN 978-3-7886-0663-3 |                                                                                 |                                                                             |
| 101  | Geklärte und ungeklärte Phänomene                          | Rainer Köthe                               | ISBN 978-3-7886-0664-0 |                                                                                 |                                                                             |
| 102  | Universum: Geheimnisse des Weltalls                        | Manfred Baur                               | ISBN 978-3-7886-2094-3 | Unser Kosmos: An den Grenzen von Raum und Zeit                                  | Erich Übelacker                                                             |
| 103  | Demokratie                                                 | Claus-Peter Hutter                         | ISBN 978-3-7886-0666-4 |                                                                                 |                                                                             |
| 104  | Wölfe: Im Revier der grauen Jäger                          | Till Meyer                                 | ISBN 978-3-7886-2055-4 | Wölfe                                                                           | Erik Zimen                                                                  |
| 105  | Religionen: Woran wir glauben                              | Martina Gorgas                             | ISBN 978-3-7886-2061-5 | Weltreligionen                                                                  | Jürgen Kehnscherper, Günter Kehnscherper, Annett Hausten, Wolfgang Mochmann |
| 106  | Burgen: Zeugen des Mittelalters                            | Andrea Schaller                            | ISBN 978-3-7886-2084-4 | Burgen                                                                          | Hans-Peter von Peschke                                                      |
| 107  | Pinguine                                                   | Boris Culik                                | ISBN 978-3-7886-0670-1 |                                                                                 |                                                                             |
| 108  | Das Gehirn                                                 | Monika Rößiger                             | ISBN 978-3-7886-0671-8 |                                                                                 |                                                                             |
| 109  | Das alte China                                             | Walter Flemmer                             | ISBN 978-3-7886-0672-5 |                                                                                 |                                                                             |
| 110  | Tiere im Zoo                                               | Andrea Mertiny                             | ISBN 978-3-7886-0673-2 |                                                                                 |                                                                             |
| 111  | Die Gene                                                   | Claudia Eberhard-Metzger                   | ISBN 978-3-7886-0674-9 |                                                                                 |                                                                             |
| 112  | Fernsehen                                                  | Herbert Heinzelmann                        | ISBN 978-3-7886-0675-6 |                                                                                 |                                                                             |
| 113  | Europa: Menschen, Länder und Kultur                        | Andrea Weller-Essers                       | ISBN 978-3-7886-2067-7 | Europa                                                                          | Ulrike Reisach, Rainer Köthe                                                |
| 114  | Feuerwehr: Retter im Einsatz                               | Karin Finan                                | ISBN 978-3-7886-2037-0 | Feuerwehr                                                                       | Rainer Crummenerl                                                           |
| 115  | Bären: Grizzly, Panda, Eisbär                              | Alexandra Mayer                            | ISBN 978-3-7886-2104-9 | Bären                                                                           | Udo Gansloßer                                                               |
| 116  | Musik: Wunderwelt der Töne                                 | Christine Peham, Laurence Traiger          | ISBN 978-3-7886-2069-1 | Musikinstrumente                                                                | Frank P. Bär                                                                |
| 117  | Bauernhof: Tiere, Pflanzen und Maschinen                   | Annette Hackbarth                          | ISBN 978-3-7886-2065-3 | Bauernhof                                                                       | Monika Wohlert                                                              |
| 118  | Mittelalter: Die Welt der Kaiser, Edelleute und Bauern     | Andrea Schaller                            | ISBN 978-3-7886-2046-2 | Mittelalter                                                                     | Hans-Peter von Peschke                                                      |
| 119  | Gebirge                                                    | Hanke Huber                                | ISBN 978-3-7886-1506-2 |                                                                                 |                                                                             |
| 120  | Polizei: Streife, Kripo, SEK                               | Karin Finan                                | ISBN 978-3-7886-2047-9 | Polizei                                                                         | Rainer Crummenerl                                                           |
| 121  | Schlangen: Jäger mit dem sechsten Sinn                     | Nicolai Schirawski                         | ISBN 978-3-7886-2049-3 | Schlangen                                                                       | Dietmar Mertens                                                             |
| 122  | Bionik                                                     | Martin Zeuch                               | ISBN 978-3-7886-1509-3 |                                                                                 |                                                                             |
| 123  | Päpste                                                     | Richard Niedermeier                        | ISBN 978-3-7886-1510-9 |                                                                                 |                                                                             |
| 124  | Bergbau: Schätze der Erde                                  | Rainer Köthe                               | ISBN 978-3-7886-1511-6 |                                                                                 |                                                                             |
| 125  | Klima: Eiszeiten und Klimawandel                           | Manfred Baur                               | ISBN 978-3-7886-2110-0 | Klima                                                                           | Werner Buggisch, Christian Buggisch                                         |
| 126  | Deutschland: Land und Leute entdecken                      | Andrea Weller-Essers                       | ISBN 978-3-7886-2102-5 | Deutschland                                                                     | Sven Lorig                                                                  |
| 127  | Ernährung                                                  | Sonja Floto-Stammen                        | ISBN 978-3-7886-1514-7 |                                                                                 |                                                                             |
| 128  | Hamster, Biber und andere Nagetiere                        | Sabine Steghaus-Kovac                      | ISBN 978-3-7886-1516-1 |                                                                                 |                                                                             |
| 129  | Lkw, Bagger und Traktoren                                  | Jochen Seifert                             | ISBN 978-3-7886-1517-8 |                                                                                 |                                                                             |
| 130  | Maya, Inka und Azteken                                     | Lars Frühsorge, Bernd Schmelz              | ISBN 978-3-7886-1518-5 |                                                                                 |                                                                             |
| 131  | Raubtiere und andere Jäger                                 | Sabine Steghaus-Kovac                      | ISBN 978-3-7886-1519-2 |                                                                                 |                                                                             |
| 132  | Mode: Was uns anzieht                                      | Christine Paxmann                          | ISBN 978-3-7886-2068-4 |                                                                                 |                                                                             |
| 133  | Geheimnis Tiefsee: Leben in ewiger Finsternis              | Manfred Baur                               | ISBN 978-3-7886-2070-7 |                                                                                 |                                                                             |
| 134  | Wald: Mehr als nur Bäume                                   | Annette Hackbarth                          | ISBN 978-3-7886-2088-2 |                                                                                 |                                                                             |
| 135  | Roboter: Superhirne und starke Helfer                      | Bernd Flessner                             | ISBN 978-3-7886-2089-9 |                                                                                 |                                                                             |
| 136  | Ameisen und Termiten: Fleißige Baumeister                  | Alexandra Rigos                            | ISBN 978-3-7886-2090-5 |                                                                                 |                                                                             |
| 137  | Tanz: Immer im Takt                                        | Christine Paxmann                          | ISBN 978-3-7886-2092-9 |                                                                                 |                                                                             |
| 138  | Steinzeit: Die Zähmung des Feuers                          | Andrea Schaller                            | ISBN 978-3-7886-2095-0 |                                                                                 |                                                                             |
| 139  | Tauchen: Faszination unter Wasser                          | Florian Huber, Uli Kunz                    | ISBN 978-3-7886-2098-1 |                                                                                 |                                                                             |
| 140  | Zukunft: Alles im Wandel                                   | Bernd Flessner                             | ISBN 978-3-7886-2103-2 |                                                                                 |                                                                             |
| 141  | Archäologie: Schätze der Vergangenheit                     | Andrea Schaller                            | ISBN 978-3-7886-2106-3 |                                                                                 |                                                                             |
| 142  | Nachwachsende Rohstoffe: Mit Pflanzen-Power in die Zukunft | Alexandra Werdes                           | ISBN 978-3-7886-2111-7 |                                                                                 |                                                                             |
| 143  | Ozeane: Die Meere erforschen und schützen                  | Florian Huber, Uli Kunz                    | ISBN 978-3-7886-2114-8 |                                                                                 |                                                                             |
| 144  | Der Mars: Aufbruch zum Roten Planeten                      | Manfred Baur                               | ISBN 978-3-7886-2112-4 |                                                                                 |                                                                             |
| 145  | Versunkene Schätze: Von Atlantis bis Titanic               | Florian Huber                              | ISBN 978-3-7886-2113-1 |                                                                                 |                                                                             |
| 146  | Mythologie: Göttinnen, Helden und magische Wesen           | Andrea Schaller                            | ISBN 978-3-7886-2115-5 |                                                                                 |                                                                             |
| 147  | Die Toilette: Alles zum stillen Örtchen                    | Florian Kinast                             | ISBN 978-3-7886-2116-2 |                                                                                 |                                                                             |

## Was-ist-was-TV
Nach dem Prinzip der Sachbuchreihe wurde in dieser Fernsehsendung verschiedene Sachthemen kind- und mediengerecht aufgearbeitet. Bereits von 1983 bis 1984 gab es eine 20-minütige Fernsehsendung im Ersten Deutschen Fernsehen, die von Heinz Haber moderiert wurde. Das Konzept wurde nach einer mehrjährigen Pause in veränderter Form als „Was ist Was TV“ wieder aufgegriffen. Von 2001 bis 2009 wurden 52 Folgen in zwei Staffeln mit einer Länge von jeweils 30 Minuten produziert.

## Hörspiele
Die Hörspielreihe ist an die Ausgaben der Fernsehsendung angelehnt und wurde mit denselben Synchronsprechern produziert: Der Erzähler und Quentin wurden von Crock Krumbiegel gesprochen, die Stimmen von Theo und Tess wurden von Jakob Riedl bzw. Anna Carlsson verliehen. Ab ca. 2012 wurde die Serie formal überarbeitet. Die durchwegs mit Doppelfolgen angelegte Serie wurde teilweise neu kompiliert, wobei zu erkennen ist, dass die Einzeltitel stärker als vorher zu inhaltlich verwandten Themen zusammengefasst wurden. Da außerdem die Themen „Katzen“ und „Pferde“ zuvor jeweils doppelt behandelt worden waren, blieb im Zuge der Neuzusammenstellung eine komplette Doppelfolge weniger übrig.
| Folge | Titel (Erste Ausgabe)                         | Titel (Neuausgabe)                            |
| ----- | --------------------------------------------- | --------------------------------------------- |
| 1     | Unsere Erde / Das Wetter                      | Unsere Erde / Vulkane                         |
| 2     | Autos / Eisenbahnen                           | Faszination Autos / Eisenbahn                 |
| 3     | Amphibien und Reptilien / Haie                | Haie / Korallenriffe                          |
| 4     | Ritter und Burgen / Das alte Rom              | Leben der Ritter / Mächtige Burgen            |
| 5     | Planeten und Raumfahrt / Fliegerei            | Raumfahrt / Der Mond                          |
| 6     | Indianer und der Wilde Westen / Vulkane       | Versunkene Schätze / Abenteuer Tauchen        |
| 7     | Katzen / Pferde                               | Roboter & Androiden / Supercomputer           |
| 8     | Dinosaurier / Spinnen                         | Dinosaurier / Ausgestorbene Tiere             |
| 9     | Seeräuber / Schiffe                           | Welt der Piraten / Schiffe                    |
| 10    | Kriminalistik / Computer und Roboter          | Rätselhafte Mumien / Glanz der Pharaonen      |
| 11    | Unser Körper und Gehirn / Mumien              | Unser Körper / Das Gehirn                     |
| 12    | Film und Fernsehen / Mond und Kosmos          | Das Wetter / Die Jahreszeiten                 |
| 13    | Wale & Delfine / Bäume                        | Wale & Delfine / Geheimnis Tiefsee            |
| 14    | Fußball / Formel 1                            | Fußball / Formel 1                            |
| 15    | Bauernhof / Hunde                             | Bauernhof / Hunde                             |
| 16    | Schatzsuche / Das alte China                  | Schatzsuche / Das alte China                  |
| 17    | Entdecker / Polargebiete                      | Große Entdecker / Polargebiete                |
| 18    | Mittelalter / Samurai                         | Mittelalter / Samurai                         |
| 19    | Feuerwehr / Polizei                           | Feuerwehr / Polizei                           |
| 20    | Bären / Wölfe                                 | Im Reich der Bären / Wölfen auf der Spur      |
| 21    | Gladiatoren / Germanen                        | Gladiatoren / Germanen                        |
| 22    | Die Sonne / Energie                           | Die Sonne / Energie                           |
| 23    | Der Regenwald / Wüsten                        | Versunkene Städte / Die sieben Weltwunder     |
| 24    | Versunkene Städte / Die sieben Weltwunder     | Regenwald / Leben in der Wüste                |
| 25    | Urmensch / Eiszeiten                          | Der Urmensch / Eiszeiten                      |
| 26    | Olympische Spiele / Die alten Griechen        | Die Olympischen Spiele / Die alten Griechen   |
| 27    | Naturkatastrophen / Luft und Wasser           | Naturgewalten / Luft und Wasser               |
| 28    | Pinguine / Tiere im Zoo                       | Pinguine / Tiere im Zoo                       |
| 29    | Die Sterne / Die Zeit                         | Die Sterne / Die Zeit                         |
| 30    | Zauberer und Hexen / Phänomene                | Zauberer & Hexen / Phänomene                  |
| 31    | Fische / Meereskunde                          | Welt der Fische / Wunder der Ozeane           |
| 32    | Weltreligionen / Die Bibel                    | Weltreligionen / Die Bibel                    |
| 33    | Menschenaffen / Elefanten                     | Menschenaffen / Elefanten                     |
| 34    | Deutschland / Europa                          | Deutschland / Europa                          |
| 35    | Wikinger / Völkerwanderung                    | Die Wikinger / Völkerwanderung                |
| 36    | Klima / Natur schützen                        | Klima / Natur schützen                        |
| 37    | Insekten / Bienen und Ameisen                 | Insekten / Bienen und Ameisen                 |
| 38    | Sport / Ernährung                             | Fit durch Sport / Ernährung                   |
| 39    | Heimtiere / Wildtiere                         | Heimtiere / Wilde Tiere                       |
| 40    | Das alte Ägypten / Pyramiden                  | Das alte Ägypten / Pyramiden                  |
| 41    | Erfindungen / Bionik                          | Erfindungen / Bionik                          |
| 42    | Fantastische Tiersinne / Tierwanderungen      | Fantastische Tiersinne / Tierwanderungen      |
| 43    | Musikinstrumente / Akustik                    | Musikinstrumente / Die Welt der Töne          |
| 44    | Wirtschaft / Geld                             | Wirtschaft / Geld                             |
| 45    | Schätze der Erde / Kristalle                  | Schätze der Erde / Kristalle                  |
| 46    | Maya & Azteken / Inka                         | Bagger & Traktoren / Mechanik                 |
| 47    | Bagger & Traktoren / Mechanik                 | Maya & Azteken / Inka                         |
| 48    | Schlangen & Echsen / Vögel                    | Schlangen & Echsen / Vögel                    |
| 49    | Abenteuer Höhlen / Faszination Berge          | Abenteuer Höhlen / Faszination Berge          |
| 50    | Orcas / Polarmeere                            | Orcas / Polarmeere                            |
| 51    | Spione & Agenten / Kriminalistik              | Spione & Agenten / Kriminalistik              |
| 52    | Der Traum vom Fliegen / Helikopter im Einsatz | Der Traum vom Fliegen / Helikopter im Einsatz |
| 53    | Katzen verstehen / Im Reich der Löwen         | Katzen verstehen / Im Reich der Löwen         |
| 54    | Wilde Wälder / Lebendiger Boden               | Wilde Wälder / Lebendiger Boden               |
| 55    | Städte der Zukunft / Wolkenkratzer            | Städte der Zukunft / Wolkenkratzer            |
| 56    | Wunderbare Pferde / Reitervolk Mongolen       | Wunderbare Pferde / Reitervolk Mongolen       |
| 57    | Reise der Titanic / Expedition Tauchboot      | Die Reise der Titanic / Expedition Tauchboot  |
| 58    | Expedition zum Mars / Kometen und Asteroiden  | Expedition zum Mars / Kometen und Asteroiden  |
| 59    | Bienen und Natur / Welt der Ameisen           | Bienen und Natur / Welt der Ameisen           |
| 60    | Ursprung des Lebens / Sind wir allein im All? | Ursprung des Lebens / Sind wir allein im All? |
| 61    | Superschlaue Tiere / Tricks der Pflanzen      | Superschlaue Tiere / Tricks der Pflanzen      |
| 62    | Essen der Zukunft / Was die Welt isst         | Essen der Zukunft / Was die Welt isst         |
| 63    | Welt des Amazonas / Abenteuer Anden           | Welt des Amazonas / Abenteuer Anden           |
| 64    | Inuit – Jäger im Eis / Abenteuer Arktis       | Inuit – Jäger im Eis / Abenteuer Arktis       |
| 65    | Wunder Evolution / Darwins Weltreise          | Wunder Evolution / Darwins Weltreise          |
| 66    | Roboter und Androiden / Supercomputer         |                                               |

Nach der letzten Veröffentlichung 2018 war es lange ruhig um die Hörspiel-Reihe. Seit 2022 werden die Hörspiele nun nach und nach neu veröffentlicht – mit neuem Intro, neuem Erzähler sowie neuen Sprechern für Theo, Tess und Quentin. Dabei handelt es sich nicht mehr um Doppel-, sondern um Einzelfolgen, die in etwa die gleiche Länge haben wie zuvor eine Doppelfolge. Die alten Hörspiel-Entsprechungen verschwinden seitdem nach und nach von den Streaming-Plattformen.
Bei den neuen Hörspielen handelt es sich um:
- Abenteuer Autos (2022)

- Die Welt der Pferde (2022)
- Fußball – 1, 2, 3 … Tor! (2022)
- Versunkene Schätze entdecken (2022)
- Erlebnis Eisenbahn (2023)
- Im Reich der Dinosaurier (2023)
- Reise ins alte Ägypten (2023)
- Planeten und Raumfahrt (2023)
- Haie – bedrohte Jäger (2024)
- Feuerwehr – Wasser marsch! (2024)
- Komm mit zum Mond (2024)
- Europa – gemeinsam stark (2025)
- Erforsche den Mars (2025)
- Was war los im alten Rom? (2025)

Folgende alte Hörspiel-Neuausgaben sind dafür von den Streaming-Plattformen genommen worden:
| Folge | Titel (Neuausgabe)                           |
| ----- | -------------------------------------------- |
| 1     | Unsere Erde / Vulkane                        |
| 2     | Faszination Autos / Eisenbahn                |
| 3     | Haie / Korallenriffe                         |
| 5     | Raumfahrt / Der Mond                         |
| 6     | Versunkene Schätze / Abenteuer Tauchen       |
| 8     | Dinosaurier / Ausgestorbene Tiere            |
| 14    | Fußball / Formel 1                           |
| 19    | Feuerwehr / Polizei                          |
| 40    | Das alte Ägypten / Pyramiden                 |
| 56    | Wunderbare Pferde / Reitervolk Mongolen      |
| 58    | Expedition zum Mars / Kometen und Asteroiden |

Die meisten Teile der heruntergenommenen Doppelfolgen, die noch nicht neu aufgelegt sind, sind weiterhin verfügbar - allerdings als Einzelfolgen. Dabei handelt es sich um die Folgenden:
- Pyramiden (2012)
- Vulkane (2013)

- Abenteuer Tauchen (2014)
- Ausgestorbene Tiere (2015)
- Korallenriffe (2015)
- Polizei (2015)
- Kometen und Asteroiden (2016)

## Lizenzen und Sonderausgaben
Der Tessloff-Verlag vergibt verschiedene Lizenzrechte zum Beispiel für Sonderausgaben. Es gibt auch eine Zusammenarbeit mit dem Franckh-Kosmos-Verlag. Die Sonderausgaben sind nicht im Handel erhältlich, sondern werden von den jeweiligen Partnern in einem bestimmten Zeitraum vertrieben. Jüngeren Datums sind Lizenzen für die Tourismusbranche, wie ein WAS IST WAS Wissensschatz Nürnberg oder das WAS IST WAS Sammelalbum Mein Schiff & Meer. Der WAS IST WAS Wissensschatz Energiedetektive war eine Sonderausgabe für das Bayerische Landesamt für Umwelt. Außerdem gibt es einige WAS IST WAS Junior Sonderausgaben, die im Rahmen der Happy-Meal-Buch-Aktionen bei McDonald’s (unterstützt von der Stiftung Lesen) erschienen sind.